# الحارس (مسرحية)
الحارس مسرحية من ثلاثة فصول كتبها هارولد بنتر، وتُعد واحدة من أبرز أعماله وأكثرها شهرة. رغم أنها كانت العمل السادس ضمن إنتاجه المسرحي والتلفزيوني الأساسي، فإنها شكّلت أول نجاح تجاري كبير له. تستكشف المسرحية الديناميكيات النفسية المعقدة للسلطة والانتماء والبراءة والفساد، من خلال علاقة تتقاطع فيها مصالح أخوين ورجل متشرد.
عرضت المسرحية لأول مرة في نادي آرتس ثياتر في حي ويست إند بلندن بتاريخ 27 أبريل 1960، ثم انتقلت في الشهر التالي إلى مسرح داتشس، حيث استمرت عروضها هناك لمدة 444 ليلة، قبل أن تُنقل إلى برودواي.
في عام 1963، تم إنتاج فيلم مقتبس عن المسرحية من إخراج كلايف دونر، استنادًا إلى سيناريو غير منشور لبنتر نفسه. لعب ألان بيتس دور ميك ودونالد بليزنس دور ديفيز، وهما الممثلان الأصليان من العرض المسرحي، بينما قام روبرت شو بتأدية دور أستون بدلاً من بيتر وودثورب.
نُشرت المسرحية لأول مرة عام 1960 عن طريق دار إنكور للنشر وإير ميثوين، ولا تزال حتى اليوم واحدة من أكثر مسرحيات بنتر احتفاءً وعرضًا..

## ملخص المسرحية

### الفصل الأول
ليلة في الشتاء
المشهد الأول
بعد ثوانٍ قليلة
في المشاهد الأولى من مسرحية الحارس لهارولد بنتر، يقوم أستون بإنقاذ ديفيز، رجل مشرّد، من شجار في حانة ويصطحبه إلى شقته المتواضعة (7–9). ما إن يدخل ديفيز الشقة حتى يبدأ بالتعليق على حالها، منتقدًا فوضويتها وسوء تنظيمها. يحاول أستون مساعدته من خلال تقديم بعض الأحذية له، غير أن ديفيز يرفضها جميعًا، بحجة أن أحدها لا يناسب قدمه جيدًا والآخر لونه غير مناسب.
يكشف ديفيز في وقت مبكر أن اسمه الحقيقي ليس "برنارد جنكينز"، وهو الاسم الذي يستخدمه عادة، بل "ماك ديفيز" (19–20، 25). ويصر على أن أوراقه التي تثبت هويته الحقيقية محفوظة في منطقة سِدكَب، وأنه لا بد من العودة إليها للحصول على الوثائق، لكنه يؤجل ذلك حتى يتمكن من الحصول على حذاء ملائم.
يتناول الحوار بين أستون وديفيز أيضًا تفاصيل الحياة اليومية في الشقة، بما في ذلك تسرب المياه من السقف والذي يتطلب وضع دلو معلق لالتقاط القطرات (20–21). في نهاية المشهد، يستلقي ديفيز في السرير، بينما يجلس أستون على جانب الغرفة يتأمل في قابس كهربائي صغير، في لقطة صامتة تعكس التوتر والغرابة في علاقتهما (21).
المشهد الثاني
تلك الليلة
مع بداية المشهد التالي من الفصل الأول في المسرحية، تضاء الأنوار على لحظة صباحية (21). بينما يرتدي أستون ملابسه، يستيقظ ديفيز بفزع، ليخبره أستون أنه لم ينم طوال الليل بسبب تذمرات ديفيز أثناء نومه. لكن ديفيز ينكر أنه أحدث أي صوت، ويلقي اللوم على الضوضاء الصادرة عن الجيران، كاشفًا عن ميوله العنصرية حين يصرّح بخوفه من الأجانب: "ربما كانوا أولئك الزنوج" (23).
يُعلم أستون ديفيز بأنه سيخرج، لكنه يعرض عليه البقاء في الشقة إن أراد، دلالةً على ثقة مفاجئة يمنحها له (23–24). هذا العرض يُفاجئ ديفيز، غير أنه لا يتوانى، ما إن يغادر أستون الغرفة (27)، عن البدء في العبث بأغراضه الشخصية (27–28)، وكأنه يستغل الثقة الممنوحة له.
لكن هذا السلوك يُقاطع بشكل حاد بوصول ميك، شقيق أستون، دون إنذار. يدخل الغرفة بصمت، يتحرك إلى أعلى الخشبة، ينزلق عبر المكان، ثم يهاجم ديفيز فجأة، ممسكًا بذراعه ويلويه خلف ظهره بقوة، ما يدفع ديفيز للصراخ (28–29). تنشب بينهما مواجهة جسدية دقيقة الإخراج، يخرج منها ميك منتصرًا. وتنتهي هذه اللحظة، ومعها الفصل الأول، بجملة ميك الختامية الحادة: "ما اللعبة؟"، تليها إظلامة الستار (29).

### الفصل الثاني
المشهد الأول
مع بداية الفصل الثاني من المسرحية، يواصل ميك استجواب ديفيز، مطالبًا بمعرفة اسمه، فيُجيبه هذا الأخير بأنه "جنكنز" (30). يبدأ ميك التحقيق معه بشأن نومه الليلة السابقة (30)، ثم يتساءل بريبة عما إذا كان ديفيز "أجنبيًا"، لكن ديفيز ينفي ذلك مؤكدًا أنه "مولود ومربى في الجزر البريطانية" (33)، في إشارة واضحة إلى رغبته في إثبات انتمائه "الوطني" ونفي الآخرية التي يُلمّح إليها ميك.
يتصاعد التوتر حين يصفه ميك بأنه "لصّ عجوز... وحذاء بالٍ"، بل ويتهمه بأنه "يفسد رائحة المكان" (35). يستخدم ميك لغة محيرة، غارقة في مصطلحات مصرفية مبهمة، مما يزيد من ارتباك ديفيز. وفي الوقت ذاته، يُضفي على شقيقه أستون صفة مبالغًا فيها حين يصفه بأنه "أفضل عامل ديكور من الدرجة الأولى" (36)، في عبارة إما كاذبة أو تعكس نوعًا من التوهم الذاتي أو الحنين المشوّه.
عند ذروة حديث ميك المربك، يوجه سؤالًا عبثيًا: "مع أي بنك تتعامل؟" (36)، كأنّه يضغط على ديفيز بلا سبب مفهوم، وفجأة يدخل أستون حاملاً "حقيبة" يدّعي أنها لديفيز. ثم تدور مناقشة بين الأخوين حول كيفية إصلاح تسرب الماء، ليقاطعهم ديفيز بسؤال عملي مباشر: "ماذا تفعل... عندما يمتلئ ذلك الدلو؟" فيُجيبه أستون بجفاف: "أفرغه" (37).
تنشب بعدها مشاجرة ثلاثية كوميدية حول الحقيبة التي جلبها أستون، تُعد من أكثر المشاهد عبثية وطرافة في المسرحية، وتُقارن أحيانًا بمواقف بيكيت (38–39). بعد مغادرة ميك، يعلّق ديفيز على تصرفاته بالقول: "شاب ظريف، دا مزاحه عجيب" (40). ويتطرق الحديث لاحقًا إلى عمل ميك في "مجال البناء"، قبل أن يعترف ديفيز أخيرًا بأن الحقيبة التي دافع عنها بشراسة "ليست حقيبته أصلاً" (41).
ينتهي هذا الجزء بعرض يقدمه أستون لديفيز: وظيفة حارس للعقار (42–43)، وهو ما يثير قلق ديفيز بشأن هويته الزائفة، وتبعات أن يُكشف أمره إذا ما قرع أحدهم الجرس بحثًا عن "الحارس" (44)، وهو ما يكشف عن هشاشته النفسية وخوفه الدائم من فقدان المأوى والانكشاف.
المشهد الثاني
في تلك الليلة الأضواء تتلاشى إلى حد العتمة. ثم يدخل ضوء خافث من خلال النافذة يطرق الباب. يحرك المفتاح في النافذة
يدخل دافيز، ويغلق الباب، ثم يحاول تشغيل زر الإضاءة، وإطفائها، ثم شغيلها، وإيقافها.
في مشهد مليء بالتوتر والسخرية، يظن ديفيز أن "الضوء اللعين قد انطفأ"، لكن سرعان ما يتضح أن ميك قد تسلل إلى الغرفة في الظلام وسحب المصباح الكهربائي عمدًا. ثم يُشغّل آلة التنظيف الكهربائي (الإلكترو لوكس) فجأة، فيخيف ديفيز بشدّة حتى يكاد يُصاب بالهلع، قبل أن يُعيد المصباح إلى مكانه ويعلّق ببرود: "كنت أقوم ببعض التنظيف الربيعي" (45)، في مشهد عبثي يُظهر استمتاع ميك بالتحكم والتلاعب.
يتحدث ميك بعد ذلك مع ديفيز عن المكان، معتبرًا إياه مسؤولية شخصية، ويستفيض في الحديث عن طموحاته في تجديده وتحسينه. في لحظة غير متوقعة، يعرض هو الآخر على ديفيز وظيفة الحارس (46–50)، مما يضع ديفيز في حيرة بين العرضين المتعارضين من الأخوين.
لكن ديفيز يُفسد الموقف عندما يبدأ في انتقاد أستون، ملمّحًا إلى أنه "ما يحبّ الشغل" أو أنه "رجل غريب بعض الشيء"، وهي إشارات مبطنة إلى حالته النفسية أو العقلية، وإن حاول ديفيز التخفيف من حدة الكلام عبر تعابير تمويهية (50). يلتقط ميك هذا التناقض، فيتهمه بأنه "صار منافقًا" و"يثرثر كثيرًا" (50)، مما يشير إلى بداية انعدام الثقة.
ثم ينزلق الحديث نحو التفاصيل السريالية المتعلقة باتفاق مالي محتمل لقاء قيام ديفيز بـ "بعض أعمال الحراسة" أو "الاهتمام بالمكان" (51)، قبل أن يعود الحوار إلى الدوامة المعتادة: ضرورة إحضار "الوثائق" لإثبات هوية ديفيز، وهي التي لا تزال في سِدْكَب، الرحلة المؤجلة التي لا تتحقق أبدًا (51–52).
هذا المشهد يُجسد نموذجًا مكثّفًا من العبث الحواري في مسرحية بنتر، حيث تتقاطع السلطة والهشاشة والخداع في تبادل المراكز والنيات المبطّنة، بينما تبقى أوراق الهوية رمزًا دائمًا للتأجيل، واللاانتماء، والتشظي.
المشهد الثالث
في الصباح
يستيقظ ديفيز ويبدأ في التذمر لأستون من سوء نومه. يُرجع السبب إلى عدة جوانب تتعلق بترتيب الشقة. يقترح أستون بعض التعديلات، لكن ديفيز يُظهر قسوة وتصلبًا في الرأي. يروي أستون قصة إدخاله إلى مستشفى للأمراض العقلية وتعرضه للعلاج بالصدمة الكهربائية، ويشرح كيف أنه حين حاول الهرب من المستشفى صُعق بالكهرباء وهو واقف، ما أدى إلى إصابته بتلف دائم في دماغه. وينهي حديثه بقوله: "كثيرًا ما فكرت في العودة ومحاولة العثور على الرجل الذي فعل بي هذا. لكني أريد أن أفعل شيئًا أولًا. أريد أن أبني ذلك الكوخ في الحديقة" (الصفحات 54–57). يعتبر النقاد مونولوغ أستون، وهو الأطول في المسرحية، بمثابة "ذروة" الحبكة. ووفقًا للمصطلحات الدراماتورجية، فإن ما يلي ذلك يُعد جزءًا من "هبوط الحدث" في الحبكة.

### الفصل الثالث
المشهد الأول
بعد اسبوعين....بعد الظهر .
في مشهد يمثل بداية الانحدار الدرامي بعد ذروة مونولوج أستون، يدخل ديفيز في حديث مع ميك حول الشقة، حيث يبدأ هذا الأخير بوصف تخيّلي طويل و"تأملي" لطريقة تجديده للمكان (60). يتحدث ميك عن الأرضية، والستائر، والأثاث، واللون المثالي للجدران، في سرد مفصل يبدو أشبه بالحلم أو الإسقاط الطموح.
وعندما يسأله ديفيز: "ومن سيسكن هنا؟"، يُجيب ميك: "أخي وأنا" (61). هذه الإجابة تُحفّز ديفيز على مهاجمة أستون بشكل غير مباشر، فيبدأ بالشكوى من كل ما يخصه: افتقاره للقدرة على التواصل، ميله للصمت، وتصرّفاته "الغريبة" (61–63). وهنا ينكشف الوجه الحقيقي لديفيز: بدلًا من الامتنان لمن آواه، يبدأ بالتآمر، مُحاولًا كسب ميك إلى صفّه عبر التلميح إلى أن أستون غير مؤهل لعيش مشترك أو لتحمّل المسؤولية.
يبدو في هذه اللحظة أن ميك يتجاوب مع ديفيز، بل يُشعره كما لو أنه يشاركه مشروع "إعادة تنظيم الشقة" دون إشراك أستون، مما يمنح ديفيز وهمًا بالقوة والسيطرة (64). هذه اللحظة تمثل خيانة صريحة لأستون، الأخ الذي استقبل ديفيز في منزله، قدّم له الطعام والملبس، وحاول حتى استعادة "أغراضه" التي ادّعى فقدانها.
لكن فجأة، يدخل أستون في اللحظة الحاسمة، ويقدّم لديفيز زوجًا جديدًا من الأحذية، في فعل رقيق يعبّر عن استمراره في الثقة والعطاء رغم كل شيء. يقبل ديفيز الحذاء على مضض، ثم يعيد الحديث القديم: "سأذهب إلى سيدكَب... لأحصل على أوراقي" (65–66). هذه الجملة التي باتت متكررة بشكل عبثي، تفضح وهمًا دائمًا لا يتحقق، وتعكس تردده، مراوغته، وربما رغبته في التملص لا أكثر.
هذه اللحظة تكثّف التوتر بين الأخوين، وتفضح نزعة ديفيز الانتهازية، بينما تستمر الأحذية وأوراق الهوية وسيدكب في لعب دور رمزي مزدوج: الحاجة للانتماء مقابل العجز عن الثبات أو التغيير..
في المشهد الأخير من المسرحية، تصل العلاقة بين ديفيز وأستون إلى نقطة الانهيار الكامل. يحاول ديفيز فرض "خطته" على أستون، في لحظة تظهر فيها نزعة السيطرة التي أخذت تتضخم لديه. لكنه لا يكتفي بذلك، بل يُمعن في الإهانة عبر استخدام اعتراف أستون السابق عن صدماته النفسية كمصدر للسخرية والهجوم (66–67). إنها خيانة قاسية، إذ يقلب ديفيز لحظة الضعف والصدق التي شاركها أستون إلى وسيلة للطعن.
يرد أستون بهدوء يكاد يكون مرعبًا، قائلاً بتعبير بسيط ومقتضب:
"أعتقد أنه حان الوقت لتبحث عن مكان آخر.
لا أظن أننا منسجمان." (68)
هذا الرد، بتقشفه العاطفي، يقطع العلاقة بشكل نهائي، ويعيد لأستون شيئًا من السيطرة والكرامة التي بدت مهددة.
حين يشعر ديفيز أن الأمور خرجت عن يده، يُخرج سكينًا مهددًا بها أستون، محاولة أخيرة يائسة للهيمنة (69). لكن أستون لا يتراجع، بل يطرده بهدوء: "خذ أغراضك."
إنها لحظة الحسم—تجريد ديفيز من الملاذ، ومن فرصته الأخيرة للبقاء.
يغادر ديفيز المكان غاضبًا ومهزومًا، وهو لا يزال يعيش في وهم القوة، مصرحًا بثقة مفرطة:
"الآن عرفت من أثق به." (69)
لكن الجمهور يعلم تمامًا أن هذه الثقة وهمية، وأن حكمه كان خاطئًا. فميك، الذي ظنه حليفًا، لم يكن في صفّه أبدًا؛ وأستون، الذي مدّ له يد العون، طرده أخيرًا بعدما تجاوز كل حدود الاحتمال.
بهذا، تختتم المسرحية في مناخ من التوتر الهادئ والانكسار الصامت. الصراعات النفسية والاجتماعية التي خاضتها الشخصيات لا تُحل، بل تنكشف في عبثية وجودية، تجعل من مسرحية الحارس عملاً جوهريًا في تقاليد مسرح العبث.
المشهد الثالث
لاحقاً
يعود ديفيز إلى الاجتماع مع ميك ويشرح القتال الذي حدث في وقت سابق ويشكو بمرارة أكبر من شقيق ميك، أستون (70-71). في النهاية، اتخذ ميك جانب أستون، بدءًا من الملاحظة "أنت تخرج عن نطاق قدرتك في بعض الأحيان، أليس كذلك؟" (71). يُجبر ميك ديفيز على الكشف عن أن "اسمه الحقيقي" هو ديفيز و"اسمه المفترض" هو "جينكينز"، وبعد أن يصف ديفيز أستون بأنه "مجنون"، يبدو أن ميك يشعر بالإهانة مما وصفه بأنه "شيء وقح قاله ديفيز"، ويستنتج، "أنا مضطر لسداد أجرك مقابل عملك في الرعاية. إليك نصف دولار"، ويؤكد على حاجته للعودة إلى شؤونه "التجارية" الخاصة (74). عندما عاد أستون إلى الشقة، واجه الأخوان بعضهما البعض، " ينظران إلى بعضهما البعض. كلاهما يبتسمان ابتسامة خفيفة " (75). باستخدام عذر عودته لأخذ "غليونه" (الذي أعطاه له أستون في وقت سابق بفضل كرمه)، يلجأ ديفيز إلى التوسل إلى أستون للسماح له بالبقاء (75-77). لكن أستون يرفض كل مبررات ديفيز لشكواه السابقة (75-76). تنتهي المسرحية بـ" صمت طويل " حيث يظل أستون، الذي " يظل ساكنًا، وظهره له [ديفيز]، عند النافذة ، بلا هوادة على ما يبدو وهو ينظر إلى حديقته ولا يرد على الإطلاق على توسلات ديفيز غير المجدية، والتي كانت مليئة بالعديد من النقاط (" ... ") من الترددات البيضاوية (77-78).